# Tabák Lajos
Tabák Lajos (Kecskemét, 1904. február 28. – Szolnok, 2007. november 20.) a magyar szociofotográfia megteremtője, legkiemelkedőbb alkotója.

## Élete
1904. február 28-án született egy szegénysorsú zsidó családba Kecskeméten. Gimnáziumba már Szolnokra járt, ahol 1922-ben szerzett érettségit, két évvel később, 1924-ben pedig belépett a Szociáldemokrata Pártba.
1917-ben kezdett fotográfiával foglalkozni, mikor elköltözött otthonról, hogy családja helyzetét segítse, és tudatosan fordult a szociofotós témák felé, 1929 körül Kassák Lajos Munka-körének, majd az 1930-as évek végén a Modern Magyar Fényképezők Körének tagja lett. 1932-ben Kassákkal és Lengyel Lajossal együtt letartóztatják egy nem engedélyezett szociofotó-kiállítás miatt. A háború alatt, 1942-ben antifasiszta tevékenységéért bebörtönözték, majd munkaszolgálatra küldték az orosz frontra, ahol átszökött a Vörös Hadsereghez. 1948-ban egy hadifogoly-transzport politikai vezetőjeként tért haza. 1948-ban a Könnyűipari Minisztérium munkatársa lett, majd 1955-1961 között a kaposvári, 1961-1964 között pedig a szolnoki cukorgyár igazgatója volt. A fotografáláshoz 1956-ban tért vissza újra, a Magyar Fotóművészek Szövetségének, majd munkahelyeihez kötve előbb a Kaposvári Fotóklub, majd a Jászkun Fotóklub alapítója lett. Életművének legfontosabb része az 1930-as évekre esik, melynek nagy része a második világháborúban elpusztult, azonban ezeknek egy része a korabeli baloldali magyar és német sajtóban fennmaradt. 1983 óta a Magyar Alkotóművészek Országos Szövetségének tagja,  1960-ban AFIAP, 1966-ban EFIAP, 1999-ben életműdíjjal jutalmazták munkásságát.
Túl 100. életévén is tartott közönségtalálkozókat, főleg a budapesti (Nagymező utcai) Mai Manó házban.

## Külső hivatkozások
- Artportal művészlexikon cikke Tabák Lajosról Archiválva 2007. szeptember 27-i dátummal a Wayback Machine-ben
- Eső – irodalmi lap cikke Tabák Lajosról
- Síremléke a szolnoki temetőben